# Loubny
Loubny (en ukrainien : Лубни et en russe : Лубны) est une ville de l'oblast de Poltava, en Ukraine. Sa population s'élevait à ≈49 000 habitants en 2024.

## Géographie
Loubny est située sur la rivière Soula, à 124 km au nord-ouest de Poltava.

## Histoire
La fondation de Loubny a lieu en 988, sur instruction du grand prince de Kiev Volodymyr Sviatoslavytch (en ukrainien : Володимир Святославич). Pendant une longue période, Loubny n'est qu'un village fortifié. En 1107, Loubny sera assiégé par le khan polovtse Boniak.
Après la domination mongole, elle s'élève au statut de ville et jouit du droit de Magdebourg aux XVe et XVIe siècles et possède son propre cachet et un blason. Près de la ville, est fondé en 1619 le monastère de la Transfiguration de Mhar. En 1638, Loubny comptait 2 646 habitants et avait vingt moulins en activité. La ville est à l'époque le lieu de résidence de la famille Wiśniowiecki. À partir du XVIIIe siècle, elle perd son importance, notamment au profit de Poltava, située plus à l'est.
Au recensement de 1897, Loubny compte 10 097 habitants, dont 59,2 % d'Ukrainiens, 29,7 % de Juifs et 9,5 % de Russes. Le raccordement de la gare de Loubny au réseau ferré, en 1901, donne une nouvelle impulsion à son développement et de nombreuses industries s'y établissent par la suite.
Durant l'occupation allemande, Loubny était un centre important pour les Partisans soviétiques. Le 16 octobre 1941, plus de mille Juifs habitant la ville, femmes et enfants compris, furent massacrés par des Einsatzgruppen à la périphérie de la ville.
Au XXe siècle, la ville connaît une forte croissance, en dépit de la guerre civile russe et de la Seconde Guerre mondiale. La population augmente jusqu'en 1989 et culmine à 59 478 habitants avant de connaître un fort déclin depuis les années 1990.

## Population
Recensements (*) ou estimations de la population :
| 1897*  | 1923*  | 1926*  | 1939*  | 1959*  | 1970*  | 1979*  |
| ------ | ------ | ------ | ------ | ------ | ------ | ------ |
| 10 097 | 18 497 | 20 834 | 27 396 | 29 442 | 40 426 | 54 216 |

| 1989*  | 2001*  | 2012   | 2013   | 2014   | 2015   | 2016   |
| ------ | ------ | ------ | ------ | ------ | ------ | ------ |
| 59 478 | 52 272 | 47 881 | 47 643 | 47 397 | 47 101 | 46 717 |

## Personnalités
- Ludmila Rudenko (1904-1986) : joueuse d'échecs soviétique, née à Loubny.
- Natalia Mekline (1922-2005) : aviatrice soviétique, née à Loubny.
- Anatoliy Dovhal, né en 1976 à Loubny, athlète ukrainien, champion d'Europe 2002 du relais 4 fois 100 mètres.